# 4425 Bilk
4425 Bilk је астероид главног астероидног појаса са средњом удаљеношћу од Сунца која износи 2,360 астрономских јединица (АЈ).
Апсолутна магнитуда астероида је 13,8.